# Acta de Constitución de Niue
El Acta de Constitución de Niue de 1974 establece la composición del poder ejecutivo del gobierno, el poder legislativo y el poder judicial y supone la Constitución de Niue. Es la ley suprema de Niue, de forma que cualquier otra ley que sea incompatible con esta Acta se considerará nula.
Su concesión por parte del Parlamento de Nueva Zelanda en 1974 se celebra anualmente en el Día de la Constitución, el 19 de octubre. El camino hacia el gobierno propio de Niue se inició con el Comité de Descolonización de Naciones Unidas que ejerció presión sobre Nueva Zelanda para que Niue decidiera qué forma de gobierno deseaba. El pueblo de Niue eligió en 1974 la opción del autogobierno. La Constitución de Niue es la doctrina jurídica que recoge los deseos del pueblo de Niue para su gobierno.
La Constitución de Niue requiere mayoría de dos tercios en las tres lecturas en la Asamblea Legislativa y también de dos tercios de apoyo en referéndum antes de que poder ser modificada. Hay un comité que se encuentra trabajando en la revisión de la Constitución.